# Discografia di Frank Ocean
La discografia di Frank Ocean, cantautore e rapper statunitense, è composta da due album in studio, un visual album, un mixtape e oltre venti singoli.

## Album

### Album in studio
| Anno | Titolo e dettagli                                                                                                | Classifiche | Classifiche | Classifiche | Classifiche | Classifiche | Classifiche | Classifiche | Classifiche | Classifiche | Classifiche | Certificazioni                                                                           |
| Anno | Titolo e dettagli                                                                                                | USA         | AUS         | BEL (FL)    | CAN         | DNK         | IRE         | NLD         | NOR         | NZL         | UK          | Certificazioni                                                                           |
| ---- | --- | ----------- | ----------- | ----------- | ----------- | ----------- | ----------- | ----------- | ----------- | ----------- | ----------- | ---------------------------------------------------------------------------------------- |
| 2012 | Channel Orange - Pubblicato: 10 luglio 2012 - Etichetta: Def Jam - Formati: CD, LP, download digitale, streaming | 2           | 9           | 18          | 3           | 2           | 14          | 13          | 1           | 14          | 2           | - USA: Oro - AUS: Platino - CAN: Oro - DNK: Platino (4) - NZL: Platino (4) - UK: Platino |
| 2016 | Blonde - Pubblicato: 20 agosto 2016 - Etichetta: Boys Don't Cry - Formati: CD, LP, download digitale, streaming  | 1           | 1           | 1           | 2           | 1           | 2           | 2           | 1           | 1           | 1           | - USA: Platino - DNK: Platino (3) - NZL: Platino (3) - UK: Platino                       |

### Album video
| Anno | Titolo e dettagli                                                                                                  |
| ---- | --- |
| 2016 | Endless - Pubblicato: 19 agosto 2016 - Etichetta: Def Jam - Formati: CD/DVD, VHS, LP, download digitale, streaming |

## Mixtape
| Anno | Titolo e dettagli                                                                    |
| ---- | ------------------------------------------------------------------------------------ |
| 2011 | Nostalgia, Ultra - Pubblicato: 16 febbraio 2011 - Formati: CD, LP, download digitale |

## Singoli

### Come artista principale
| Anno                                                                                          | Titolo                                    | Classifiche | Classifiche | Classifiche | Classifiche | Classifiche | Classifiche | Classifiche | Classifiche | Classifiche | Classifiche | Certificazioni                                                                | Album di provenienza |
| Anno                                                                                          | Titolo                                    | USA         | AUS         | BEL (FL)    | CAN         | DNK         | IRE         | NLD         | NOR         | NZL         | UK          | Certificazioni                                                                | Album di provenienza |
| --------------------------------------------------------------------------------------------- | ----------------------------------------- | ----------- | ----------- | ----------- | ----------- | ----------- | ----------- | ----------- | ----------- | ----------- | ----------- | ----------------------------------------------------------------------------- | -------------------- |
| 2011                                                                                          | Novacane                                  | 82          | —           | —           | —           | —           | —           | —           | —           | —           | —           | - USA: Platino - DNK: Oro - UK: Oro                                           | Nostalgia, Ultra     |
| 2011                                                                                          | Swim Good                                 | —           | —           | 89          | —           | —           | —           | —           | —           | —           | —           | - DNK: Oro - UK: Argento                                                      | Nostalgia, Ultra     |
| 2012                                                                                          | Thinkin Bout You                          | 32          | —           | —           | —           | 33          | —           | —           | —           | 30          | 94          | - USA: Platino - CAN: Oro - DNK: Oro - UK: Platino                            | Channel Orange       |
| 2012                                                                                          | Pyramids                                  | —           | —           | 74          | —           | —           | —           | —           | —           | —           | 129         | - USA: Oro - DNK: Oro - UK: Argento                                           | Channel Orange       |
| 2012                                                                                          | Sweet Life                                | —           | —           | —           | —           | —           | —           | —           | —           | —           | —           | - UK: Argento                                                                 | Channel Orange       |
| 2012                                                                                          | Lost                                      | —           | 16          | 63          | 22          | 14          | 24          | 53          | 39          | 5           | 44          | - USA: Oro - AUS: Platino (5) - DNK: Oro - NZL: Platino (4) - UK: Platino (2) | Channel Orange       |
| 2013                                                                                          | Super Rich Kids (feat. Earl Sweatshirt)   | —           | —           | —           | —           | —           | —           | —           | —           | —           | 145         | - USA: Oro - DNK: Oro - UK: Oro                                               | Channel Orange       |
| 2016                                                                                          | Nikes                                     | 79          | —           | —           | 77          | —           | —           | —           | —           | —           | 93          | - UK: Argento                                                                 | Blonde               |
| 2017                                                                                          | Chanel                                    | 72          | —           | —           | 72          | —           | —           | —           | —           | —           | 80          | - USA: Platino - DNK: Oro - UK: Platino                                       | /                    |
| 2017                                                                                          | Biking (feat. Jay-Z & Tyler, the Creator) | —           | —           | —           | —           | —           | —           | —           | —           | —           | —           | - UK: Argento                                                                 | /                    |
| 2017                                                                                          | Lens                                      | —           | —           | —           | —           | —           | —           | —           | —           | —           | —           |                                                                               | /                    |
| 2017                                                                                          | Provider                                  | —           | —           | —           | —           | —           | —           | —           | —           | —           | —           |                                                                               | /                    |
| 2019                                                                                          | DHL                                       | 98          | —           | —           | 99          | —           | 57          | —           | —           | —           | 67          |                                                                               | /                    |
| 2019                                                                                          | In My Room                                | 85          | —           | —           | 70          | —           | 63          | —           | —           | —           | 72          | - UK: Argento                                                                 | /                    |
| 2020                                                                                          | Dear April                                | —           | —           | —           | —           | —           | 88          | —           | —           | —           | —           |                                                                               | /                    |
| 2020                                                                                          | Cayendo                                   | —           | —           | —           | —           | —           | —           | —           | —           | —           | —           |                                                                               | /                    |
| "—" indica che l'opera non si è classificata o che non è stata pubblicata in quel territorio. |                                           |             |             |             |             |             |             |             |             |             |             |                                                                               |                      |

### Come artista ospite
| Anno                                                                                          | Titolo                                                                            | Classifiche | Classifiche | Classifiche | Classifiche | Classifiche | Classifiche | Classifiche | Classifiche | Classifiche | Classifiche | Certificazioni                                                                                       | Album di provenienza        |
| Anno                                                                                          | Titolo                                                                            | USA         | AUS         | BEL (FL)    | CAN         | DNK         | IRE         | NLD         | NOR         | NZL         | UK          | Certificazioni                                                                                       | Album di provenienza        |
| --------------------------------------------------------------------------------------------- | --------------------------------------------------------------------------------- | ----------- | ----------- | ----------- | ----------- | ----------- | ----------- | ----------- | ----------- | ----------- | ----------- | --- | --------------------------- |
| 2011                                                                                          | She (Tyler, the Creator feat. Frank Ocean)                                        | —           | —           | —           | —           | —           | —           | —           | —           | —           | —           | - USA: Platino (2) - CAN: Platino - UK: Argento                                                      | Goblin                      |
| 2012                                                                                          | No Church in the Wild (Jay-Z & Kanye West feat. Frank Ocean)                      | 72          | —           | 46          | 92          | —           | —           | —           | —           | —           | 37          | - USA: Platino - DNK: Oro - UK: Platino                                                              | Watch the Throne            |
| 2017                                                                                          | Slide (Calvin Harris feat. Frank Ocean & Migos)                                   | 25          | 11          | 10          | 16          | 7           | 12          | 21          | 25          | 7           | 10          | - USA: Platino (5) - AUS: Platino (4) - BEL: Oro - DNK: Platino (2) - NZL: Platino - UK: Platino (2) | Funk Wav Bounces Vol. 1     |
| 2017                                                                                          | Raf (ASAP Mob feat. ASAP Rocky, Playboi Carti, Quavo, Lil Uzi Vert & Frank Ocean) | 118         | —           | —           | 82          | —           | —           | —           | —           | —           | —           | | Cozy Tapes Vol. 2: Too Cozy |
| 2017                                                                                          | 911 / Mr. Lonely (Tyler, the Creator feat. Frank Ocean & Steve Lacy)              | 101         | —           | —           | —           | —           | —           | —           | —           | —           | —           | - USA: Platino (2) - AUS: Oro - CAN: Oro - UK: Argento                                               | Flower Boy                  |
| "—" indica che l'opera non si è classificata o che non è stata pubblicata in quel territorio. |                                                                                   |             |             |             |             |             |             |             |             |             |             | |                             |

## Altri brani entrati in classifica
| Anno | Titolo                                      | Classifiche | Classifiche | Classifiche | Classifiche | Certificazioni               | Album di provenienza      |
| Anno | Titolo                                      | USA         | BEL (FL)    | CAN         | UK          | Certificazioni               | Album di provenienza      |
| ---- | ------------------------------------------- | ----------- | ----------- | ----------- | ----------- | ---------------------------- | ------------------------- |
| 2013 | Oceans (Jay-Z feat. Frank Ocean)            | 83          | —           | —           | —           |                              | Magna Carta... Holy Grail |
| 2016 | Wolves (Kanye West feat. Frank Ocean)       | —           | —           | —           | 88          | - UK: Argento                | The Life of Pablo         |
| 2016 | Ivy                                         | 80          | —           | 75          | 102         | - DNK: Oro - UK: Platino     | Blonde                    |
| 2016 | Pink + White                                | 84          | 53          | 79          | 111         | - DNK: Oro - UK: Platino (2) | Blonde                    |
| 2016 | Solo                                        | 96          | —           | 97          | 138         | - UK: Argento                | Blonde                    |
| 2016 | Skyline To                                  | 116         | —           | —           | 190         |                              | Blonde                    |
| 2016 | Self Control                                | 102         | —           | —           | 153         | - UK: Oro                    | Blonde                    |
| 2016 | Nights                                      | 98          | —           | —           | 156         | - DNK: Oro - UK: Platino     | Blonde                    |
| 2016 | Solo (Reprise) (feat. André 3000)           | 124         | —           | —           | —           |                              | Blonde                    |
| 2016 | White Ferrari                               | —           | —           | —           | —           | - UK: Oro                    | Blonde                    |
| 2017 | Caught Their Eyes (Jay-Z feat. Frank Ocean) | 63          | —           | —           | —           |                              | 4:44                      |